# Multiréalisabilité

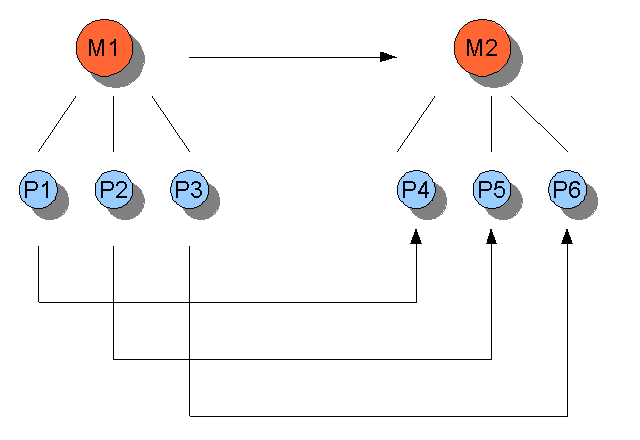
Illustration schématique d'un processus mental multiréalisé consistant dans le passage d'un état mental M1 à un état mental M2. À chaque état mental M correspond plusieurs réalisations physiques P.

Dans le contexte de la philosophie analytique, la thèse de la multiréalisabilité ou de la réalisabilité multiple affirme la possibilité d'une réalisation ou d'une implémentation d'une même propriété  dans plusieurs systèmes de nature différente. Cette thèse permet de concevoir qu'une même propriété, interprétée alors comme une fonction, soit réalisée de différentes manières. 

## Multiréalisabilité cérébrale
Le concept de multiréalisabilité a été forgé à l'origine par les philosophes de l'esprit Jerry Fodor et Hilary Putnam dans les années 1960, en vue d'invalider la théorie de l'identité esprit-cerveau alors en vogue chez les philosophes naturalistes. Selon cette théorie, les états ou processus mentaux ne sont rien d'autre que des états ou des processus physiques se réalisant dans le cerveau, ce qui conduit à identifier chaque type d'état mental à un unique type d'état cérébral. Or, il semble bien qu'un même type d'état mental, comme la peur, puisse se réaliser dans des structures cérébrales  différentes appartenant à des espèces biologiques éloignées entre elles. Un cas paradigmatique d'état mental qui semble multiréalisé chez tous les êtres sensibles est la sensation de faim ou le désir de manger. Il ne paraît donc pas possible d'identifier un type d'état mental particulier à un type spécifique d'état du cerveau.

## Théorie computationnelle de l'esprit
L'idée selon laquelle les propriétés sont multiréalisables a également été introduite pour justifier la théorie computationnelle de l'esprit et l'analogie de l'esprit avec un logiciel d'ordinateur. De même qu'un logiciel informatique (ou programme) peut être implémenté de différentes manières dans différents types d'ordinateurs, certaines opérations mentales se réalisent comme des programmes dans des cerveaux aux propriétés neurophysiologiques différentes, comme celui du poulpe et celui de l'être humain, par exemple. La possibilité que ces opérations puissent se réaliser dans des systèmes informatiques est également envisagée. L'esprit est alors interprété comme une fonction complexe du cerveau pouvant être remplie par différents types de cerveaux (le cerveau des céphalopodes, par exemple, diffère considérablement de celui des mammifères), ainsi que par différents types de systèmes cognitifs (dont les cerveaux).

## Propriétés de premier et de second ordre
Il existe de nombreuses fonctions biologiques qui sont multiréalisées au sens où elles sont accomplies par différentes propriétés dans différentes espèces biologiques. On parle généralement de propriétés de second ordre pour désigner ces propriétés fonctionnelles multiréalisées, et de propriétés de premier ordre pour désigner les propriétés réalisatrices. Ainsi, la fonction visuelle peut-elle être remplie par plusieurs types d'organes comme un œil de mammifère ou un œil composé d'insecte. Au niveau microscopique, la propriété d'être un anticorps est une propriété fonctionnelle qui peut être réalisée par « des millions de structures chimiques différentes ». De la même façon, ce sont certains états du cerveau qui remplissent chez les organismes biologiques les plus complexes le rôle de réalisateur physique des propriétés mentales.